# サビニャニゴ
サビニャニゴ（スペイン語: Sabiñánigo）は、スペイン・アラゴン州ウエスカ県のムニシピオ（基礎自治体）。アラゴン語ではサミアニゴ（アラゴン語: Samianigo）であるが、スペイン語表記が公式名である。

## 地理

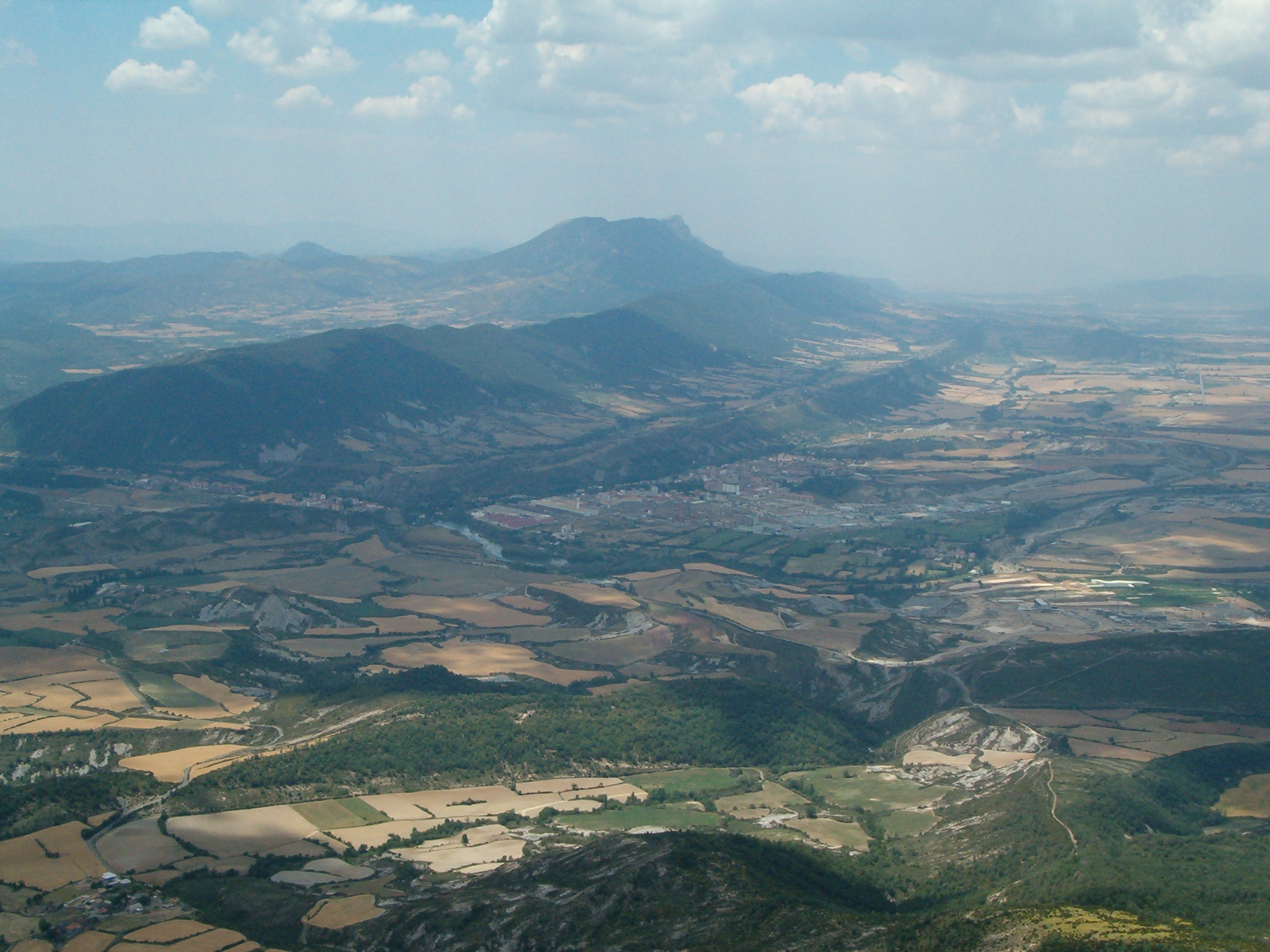
サンタ・オロシア山から見たサビニャニゴの町

標高は780メートル。アルト・ガリェゴ郡の中心都市である。ウエスカ県の県都ウエスカからの距離は52キロメートル。ピレネー山脈からテナ谷を南下したガリェゴ川が支流のアウリン川と合流する地点の西側にサビニャニゴの町が形成されている。付近は東西に長い盆地となっており、この盆地にはハカなどの町もある。
19世紀末にはピレネー山中の内陸部を通ってスペインとフランスを結ぶ鉄道路線の建設が計画され、1893年にはサビニャニゴにも線路が通じた。この路線はサラゴサを出発すると、サビニャニゴ、ハカ、カンフランク、オロロン＝サント＝マリーを通ってポーに至った。
北はビエスカスやイェブラ・デ・バサと、東はボルターニャと、南はラス・ペーニャス・デ・リグロスと、南東はバルバストロと、西はカルデアレナスやハカやビリャヌアと接している。
気候は西岸海洋性気候であり、ケッペンの気候区分によるとCfbである。1954年1月には31日には観測史上最低の摂氏マイナス25度を記録し、1951年7月28日には観測史上最高の摂氏39.8度を記録した。

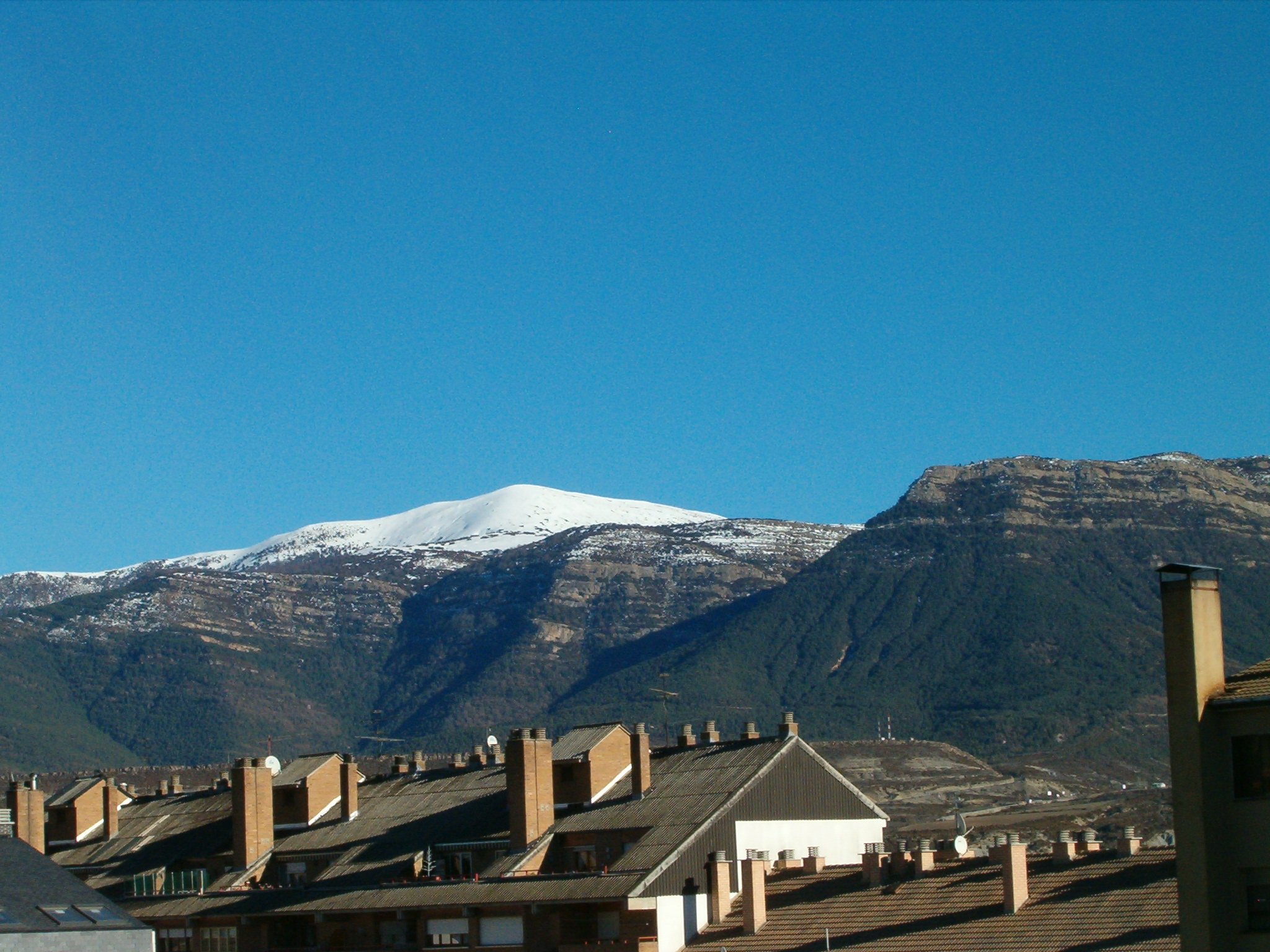
サビニャニゴの町から見たオトゥリア山
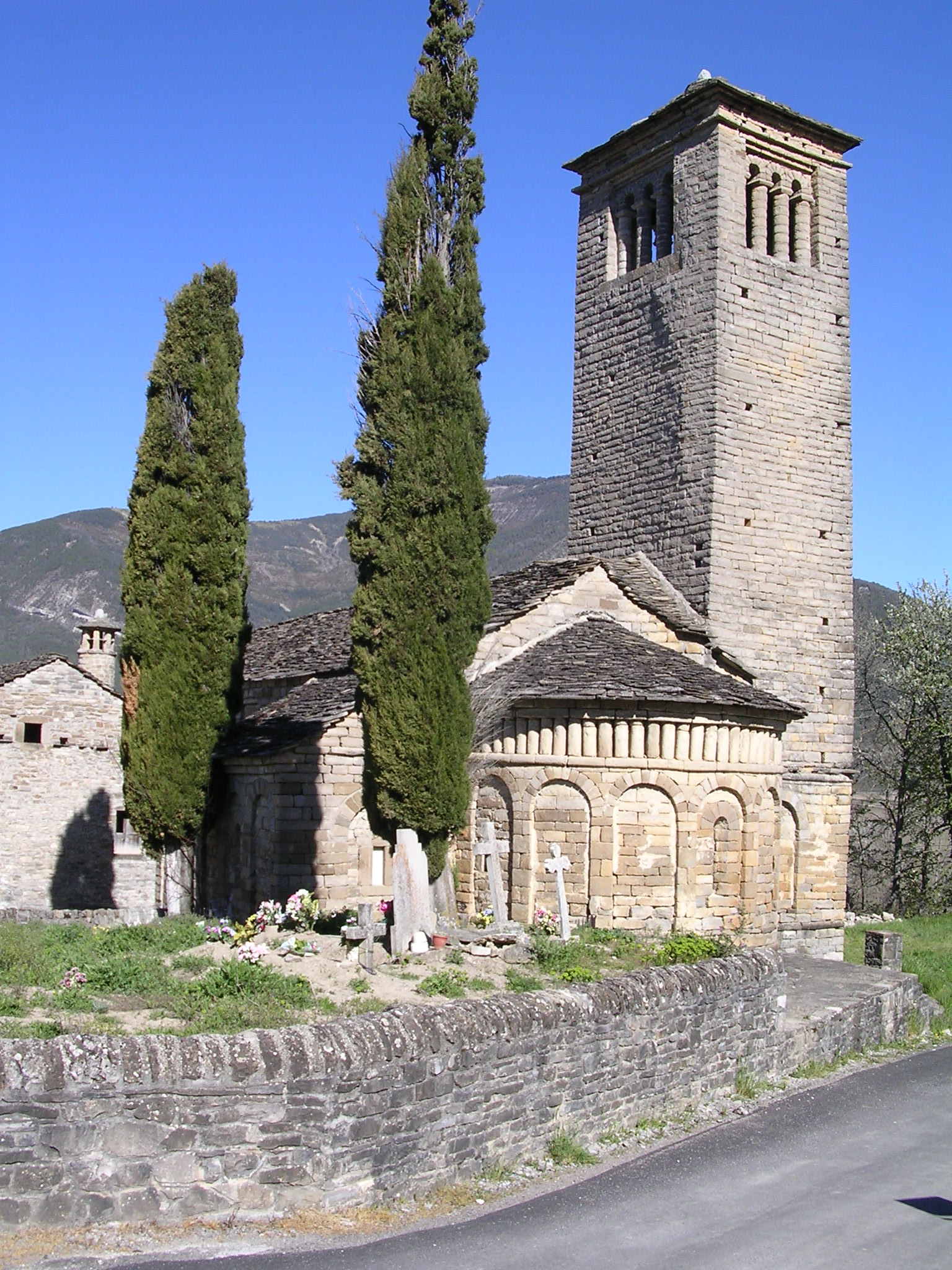
サン・ペドロ・デ・ラレーデ教会

## 政治
| 任期      | 首長名                      | 政党                     |
| --------- | --------------------------- | ------------------------ |
| 1979–1983 | Antonio Ferrer Piedrafita   | 民主中道連合(UDC)        |
| 1983–1987 | Luis Giménez Buesa          | アラゴン人党(PA)         |
| 1987–1991 | Antonio Calvo Lasierra      | スペイン社会労働党(PSOE) |
| 1991–1995 | Antonio Calvo Lasierra      | スペイン社会労働党(PSOE) |
| 1995–1999 | Carlos Iglesias Estaún      | スペイン社会労働党(PSOE) |
| 1999–2003 | Carlos Iglesias Estaún      | スペイン社会労働党(PSOE) |
| 2003–2007 | Carlos Iglesias Estaún      | スペイン社会労働党(PSOE) |
| 2007–2011 | Jesús Timoteo Lasierra Asín | スペイン社会労働党(PSOE) |
| 2011–2015 | Jesús Timoteo Lasierra Asín | スペイン社会労働党(PSOE) |
| 2015–2019 | Jesús Timoteo Lasierra Asín | スペイン社会労働党(PSOE) |
| 2019–2023 | n/d                         | n/d                      |
| 2023–     | n/d                         | n/d                      |

## 人口
| サビニャニゴの人口推移 1900－2016                       |
|                                                         |
| 出典:INE（スペイン国立統計局）1900年 - 1991年、1996年 - |

## スポーツ
自転車競技が盛んであり、アマチュア選手による自転車レースが開催されているほか、毎年9月に開催されるブエルタ・ア・エスパーニャではステージのスタート地点やゴール地点となることが多い。
サビニャニゴは主要なスキー場へのアクセス拠点であり、パンティコサスキー場から30キロメートル、スペイン最大のフォルミガルスキー場から38キロメートル、カンダンチュスキー場から44キロメートル、アストゥンスキー場から47キロメートルである。

## 姉妹都市
- ビエール（英語版）、フランス
- ペータースベルク、ドイツ

## 出身者
- ドミンゴ・ブエサ・コンデ（スペイン語版）(1952-) : 歴史学者。
- エンリケ・サトゥエ（スペイン語版）(1955-) : 歴史学者・民俗学者。
- カルロス・ロペス・オチン（スペイン語版）(1958-) : 生化学者。
- ハビエル・コデサ（スペイン語版）(1958-) : 芸術家。
- オスカル・ラタス・アレグレ（スペイン語版）(1968-) : アラゴン語作家・アラゴン語学者。